# BS 시대극
BS 시대극은 NHK BS 프리미엄의 시대극.

## 방송 작품
※는 나중에 지상파에서 방송. 작은 앙코르 방송. 특기없는 것은 NHK 방송 센터 자체 제작.

### 2011년 - 2013년
2011년
- 신선조 혈풍록 (4월 3일 - 6월 19일)
- 템페스트 (7월 17일 - 9월 18일)
- 츠카하라 보쿠덴 (10월 2일 - 11월 13일)

2012년
- 양지의 나무 (4월 6일 - 6월 22일)
- 백액기 (7월 13일 - 9월 21일)※[1]
- 사루토비 3세 (10월 12일 - 11월 30일)※[2]

2013년
- 화원·북의 영웅 아테루이 전 (1월 11일 - 2월 1일)※
- 아내는, 쿠노이치 (4월 5일 - 5월 24일)※[3]
- 술취한 코토지 (6월 21일 - 9월 13일)[4]
- 쿠모키리 니자에몽 (10월 4일 - 11월 8일)[5]
- 스페셜 시대극 ·오오카 에치젠(시즌 1) (11월 15일 - 2014년 1월 24일)[6]

### 2014년 - 2018년
2014년
- 카미야 겐지로 체포조 (4월 4일 - 5월 2일)[7]
- 아내는, 쿠노이치~최종장~ (5월 23일 - 6월 20일)[8]
- 오오카 에치젠2 (10월 3일 - 12월 5일)[9]

2015년
- 쿠모키리 니자에몽2 (2월 6일 - 3월 27일)[10]
- 카미야 겐지로 체포조2 (4월 3일 - 5월 22일)[11]
- 바람의 끝 (5월 29일 - 7월 17일)
- 이치로 (7월 31일 - 9월 25일)[12]
- 아이동반 신베에 (11월 13일 - 12월 18일)[13]

2016년
- 오오카 에치젠3 (1월 15일 - 3월 4일)[14]
- 타치바나 노보루 청춘 비망록 (5월 13일 -)
- 덴시치 체포록 （7월 15일 - 9월 9일)[15]
- 아이동반 신베에2 (11월 11일 - 12월 18일)

### 2017년 - 2019년
2017년
- 쿠모키리 니자에몽3 (1월 6일 - 3월 4일)[16]
- 타치바나 노보루 청춘 비망록2 (4월 7일  - 5월 26일)[17]
- 덴시치 체포록2 (8월 4일 - )[18]
- 빨간 수염 (11월 3일 -)[19]

2018년
- 오오카 에치젠4 (1월 12일 - 3월 2일)
- 나루토 비첩 (4월 20일 - 6월 22일)
- 쿠모키리 니자에몽4 (9월 7일 - 10월 19일)
- 타치바나 노보루 청춘 비망록3 (11월 9일 - 12월 21일)

2019년
- 고키치의 아내 (1월 11일 - 3월 1일)
- 대부호 도신 (5월 10일 - 7월 12일)
- 달개비풀 나나의 검 (7월 26일 - 9월 6일)
- 빨간 수염2 (11월 1일 - 12월 20일)

### 2020년 이후 작품
2020년
- 오오카 에치젠 5 (1월 10일 - 2월 21일)
- 나루토 비첩2 (2월 28일 - 5월 1일)
- 아내는 쿠노이치 (5월 15일 - 8월 16일)
- 빨간 수염 3 (10월 23일 - 12월 4일)
- 메이지 개화 탐정첩 (12월 - )

2021년
- 코요시의 여방 2 (4월 2일 - 5월 14일)
- 대부호 동심 2 (5월 28일 - 7월 23일)
- 검수초~미쓰쿠니공과 나~ (11월 5일 - 12월 24일)
- 쿠로기리 니자에몽5 (8월 - 미정)

## 출전
1. ↑  “山本耕史さんが新しい剣豪役に挑戦!”. ドラマトピックスブログ：NHKブログ. 2012년 4월 16일. 2014년 10월 6일에 원본 문서에서 보존된 문서. 2014년 10월 2일에 확인함.
2. ↑  “伊藤淳史さん主演!痛快娯楽時代劇制作開始!”. ドラマトピックスブログ：NHKブログ. 2012년 6월 7일. 2014년 10월 6일에 원본 문서에서 보존된 문서. 2014년 10월 2일에 확인함.
3. ↑  “市川染五郎主演!BS時代劇「妻は、くノ一」来年4月より放送開始!”. ドラマトピックスブログ：NHKブログ. 2012년 10월 17일. 2014년 10월 6일에 원본 문서에서 보존된 문서. 2014년 10월 2일에 확인함.
4. ↑  “竹中直人主演!BS時代劇「酔いどれ小籐次」”. ドラマトピックスブログ：NHKブログ. 2013년 2월 4일. 2014년 10월 6일에 원본 문서에서 보존된 문서. 2014년 10월 2일에 확인함.
5. ↑  “中井貴一さん主演! 池波正太郎原作『雲霧仁左衛門』制作開始!”. ドラマトピックスブログ：NHKブログ. 2013년 7월 1일. 2014년 10월 6일에 원본 문서에서 보존된 문서. 2014년 10월 2일에 확인함.
6. ↑  “『大岡越前』東山紀之さん主演で制作!”. ドラマトピックスブログ：NHKブログ. 2012년 11월 26일. 2014년 10월 6일에 원본 문서에서 보존된 문서. 2014년 10월 2일에 확인함.
7. ↑  “藤沢周平原作 「神谷玄次郎捕物控」 制作開始!”. ドラマトピックスブログ：NHKブログ. 2014년 2월 18일. 2014년 10월 4일에 원본 문서에서 보존된 문서. 2014년 10월 1일에 확인함.
8. ↑  “「妻は、くノ一 〜最終章〜」制作開始!”. ドラマトピックスブログ：NHKブログ. 2014년 2월 17일. 2014년 10월 6일에 원본 문서에서 보존된 문서. 2014년 10월 1일에 확인함.
9. ↑  “東山紀之さん主演 『大岡越前』 続編制作開始!”. ドラマトピックスブログ：NHKブログ. 2014년 3월 18일. 2014년 10월 6일에 원본 문서에서 보존된 문서. 2014년 10월 1일에 확인함.
10. ↑  “「雲霧仁左衛門2」制作開始!”. ドラマトピックスブログ：NHKブログ. 2014년 10월 1일. 2014년 10월 4일에 원본 문서에서 보존된 문서. 2014년 10월 1일에 확인함.
11. ↑  “『神谷玄次郎捕物控2』制作開始!”. ドラマトピックスブログ：NHKブログ. 2014년 12월 16일. 2014년 12월 16일에 원본 문서에서 보존된 문서. 2014년 12월 16일에 확인함.
12. ↑  “浅田次郎×永山絢斗 BS時代劇「一路」制作開始!”. 《時代劇シリーズ》. ドラマトピックスブログ：NHKブログ. 2015년 4월 16일. 2015년 4월 19일에 원본 문서에서 보존된 문서. 2015년 4월 17일에 확인함.
13. ↑  “高橋克典さん主演『子連れ信兵衛』制作開始!”. 《時代劇シリーズ》. ドラマトピックスブログ：NHKブログ. 2015년 10월 16일. 2015년 10월 18일에 원본 문서에서 보존된 문서. 2015년 10월 17일에 확인함.
14. ↑  “『大岡越前3』制作開始!”. ドラマトピックスブログ：NHKブログ. 2015년 9월 10일. 2015년 9월 27일에 원본 문서에서 보존된 문서. 2015년 9월 26일에 확인함.
15. ↑  “中村梅雀さん主演『伝七捕物帳』制作開始！”. ドラマトピックスブログ：NHKブログ. 2016년 3월 28일. 2016년 3월 28일에 원본 문서에서 보존된 문서. 2016년 3월 28일에 확인함.
16. ↑  “「雲霧仁左衛門3」制作開始！”. 《ドラマトピックス》. NHKオンライン. 2016년 10월 12일. 2016년 10월 17일에 원본 문서에서 보존된 문서. 2016년 10월 16일에 확인함.
17. ↑  “藤沢周平原作 『立花登青春手控え2』制作開始!”. 《NHKドラマ》. 日本放送協会. 2016년 12월 26일. 2017년 4월 4일에 원본 문서에서 보존된 문서. 2017년 3월 6일에 확인함.
18. ↑  “中村梅雀さん主演『伝七捕物帳』制作開始！”. ドラマトピックスブログ：NHKブログ. 2017년 3월 8일. 2017년 3월 8일에 원본 문서에서 보존된 문서. 2017년 3월 8일에 확인함.
19. ↑  “船越英一郎×中村蒼 『赤ひげ』制作開始！”. ドラマトピックスブログ：NHKブログ. 2017년 4월 17일. 2017년 4월 18일에 원본 문서에서 보존된 문서. 2017년 4월 17일에 확인함.